# Cestino (informatica)

Cestino vuoto

Cestino pieno

Il cestino (in inglese Trash o Recycle Bin) è una funzionalità dei sistemi operativi dotati di interfaccia grafica. È una componente specifica del file manager ed è spesso integrato nel desktop environment.
In genere è implementato come una o più directory non direttamente accessibili dall'utente. La sua funzione è quella di contenere i file cancellati dal PC e permette di navigare tra essi, annullarne l'eliminazione e lo spostamento nel cestino (riportandoli alla loro posizione originaria) oppure eliminarli definitivamente dall'hard disk o dal supporto fisico in cui erano originariamente presenti, recuperando memoria.

## Storia

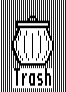
Cestino in ProDOS

Il cestino fa la sua prima apparizione nel 1983 sull'Apple Lisa con il nome di "Wastebasket". Insieme alla metafora della scrivania fu oggetto nel 1994 di una causa legale tra Apple e Microsoft. In seguito fu rinominato "Trash".
Un analogo del cestino era già presente in MS-DOS 6 tramite "Delete Sentry". Questo sistema permetteva di utilizzare il comando UNDELETE per ripristinare i file eliminati. I file venivano automaticamente rimossi dopo sette giorni o all'avvio del sistema operativo.
Nei sistemi della Apple, prima dell'introduzione di System 7, il contenuto del cestino veniva immagazinato su memoria volatile. Il cestino veniva quindi svuotato al termine della sessione del Finder. In seguito venne data la possibilità all'utente di svuotare manualmente il cestino implementando la funzionalità come cartella persistente. Su macOS il cestino viene anche utilizzato per espellere i compact disc o rimuovere delle unità.
Alcuni sistemi, ad esempio OS/2, presentano uno "shredder" che, come suggerisce il nome, si occupa di eliminare i file.

## Funzionamento del cestino

### Mac OS
Su macOS sono presenti due tipi di cestini. Il primo è situato in ~/.Trash e contiene il contenuto del cestino dell'utente. Il secondo tipo è rappresentato da una cartella /.Trashes presente nei dispositivi che non vengono montati nella root.

### freedesktop.org
Le implementazioni del cestino nei desktop environment GNOME, KDE e Xfce sono conformi alla "Trash specification" di freedesktop.org.
È inoltre disponibile una interfaccia a riga di comando denominata trash-cli conforme alla specifica.

### Microsoft Windows

Il cestino di Windows 7.

Il cestino, nei sistemi operativi Microsoft, fu introdotto in Windows 95. La sua icona si trova sempre sul desktop ed è rappresentato con un'icona raffigurante una pattumiera.
È possibile visualizzare le icone dei file eliminati come se fossero in una qualsiasi cartella di Windows: è possibile eliminarli definitivamente o riportarli alla loro posizione originale, ma non è possibile aprirli direttamente dal cestino, senza ripristinarli.
È inoltre possibile riservare al cestino una quota variabile di spazio del disco rigido, configurarlo in modo che i file siano spostati in esso tacitamente ed è possibile disattivarlo del tutto.

#### Posizione logica del cestino
Benché fisicamente i file nel cestino non si spostino dal settore di origine, la loro posizione logica nei filesystem FAT e NTFS viene variata in modo che l'utente non li trovi più nella cartella dalla quale li elimina, bensì nel cestino.
La directory nella quale questi file vengono posti è contrassegnata come di sistema ed è quindi normalmente invisibile agli utenti del sistema.
- Drive:\RECYCLED in Windows 95, 98 e ME.
- Drive:\RECYCLER in windows 2000 e XP
- Drive:\$Recycle.Bin in Windows Vista, 7, 8, 8.1 e 10.